# シャドニエ郡

シャドニエ郡
Chadonyè

シャドニエ郡（シャドニエぐん、ハイチ語: Chadonyè、フランス語: Chardonnières）はハイチ南西部、南県西部の郡。北にグランダンス県アンスデノー郡・ジェレミー郡・コライユ郡、東にオカイ郡・コトー郡と接し、南西はカリブ海に臨む。
東から、シャドニエ、ザングレ、チビウォンの3つのコミーンが置かれている。郵便番号は85から始まる。

## 脚註
1. 1 2  “Haiti: administrative units, extended”.   GeoHive.com. 2016年10月5日時点のオリジナルよりアーカイブ。2021年8月10日閲覧。
2. ↑  “POPULATION TOTALE, POPULATION DE 18 ANS ET PLUS MÉNAGES ET DENSITÉS ESTIMÉS EN 2015” (pdf).   Institut Haïtien de Statistique et d’Informatique (IHSI). pp. 16 - 17 (2015年3月). 2021年8月10日閲覧。